# 介绍信

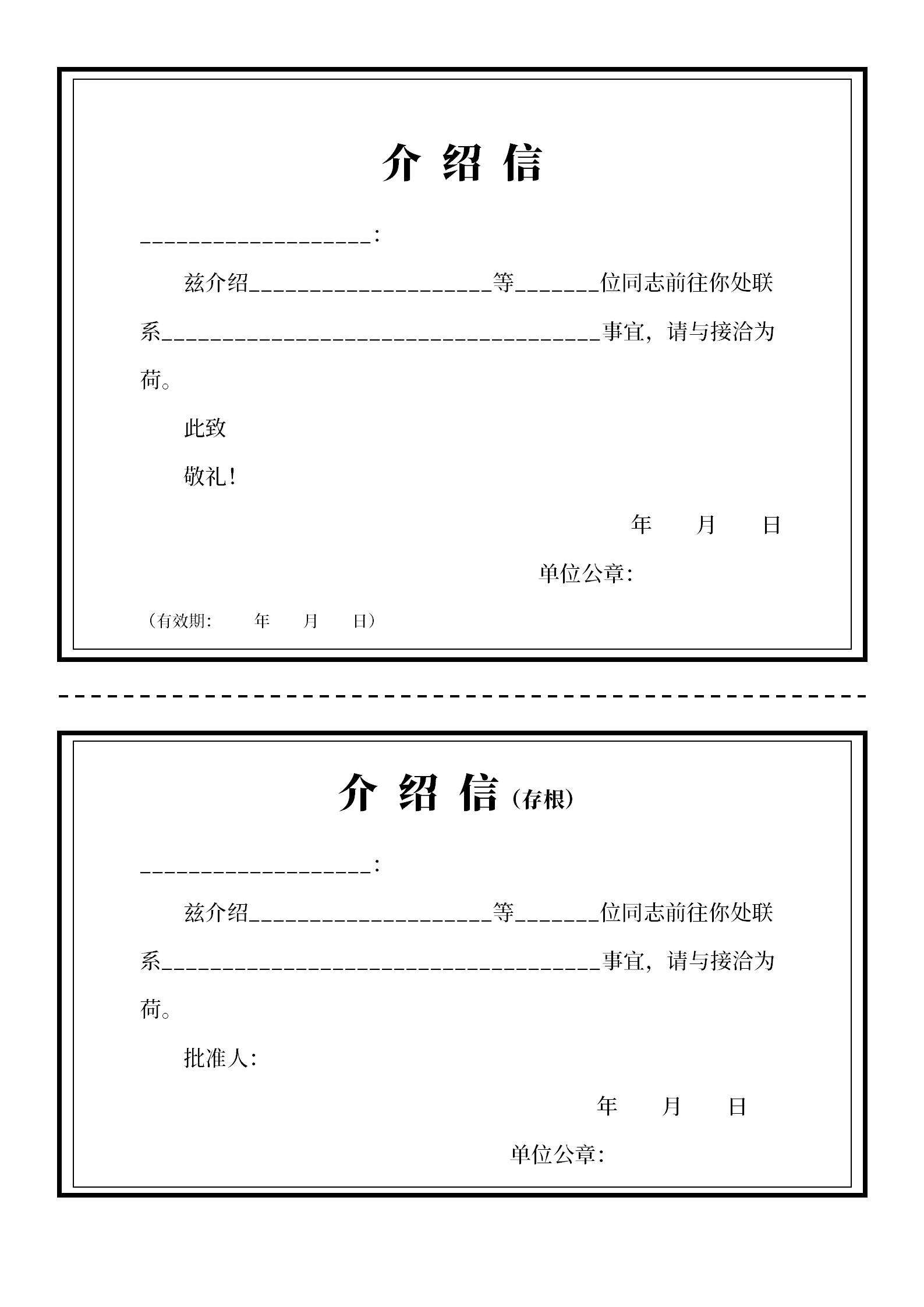
中国大陆常用的介绍信模板

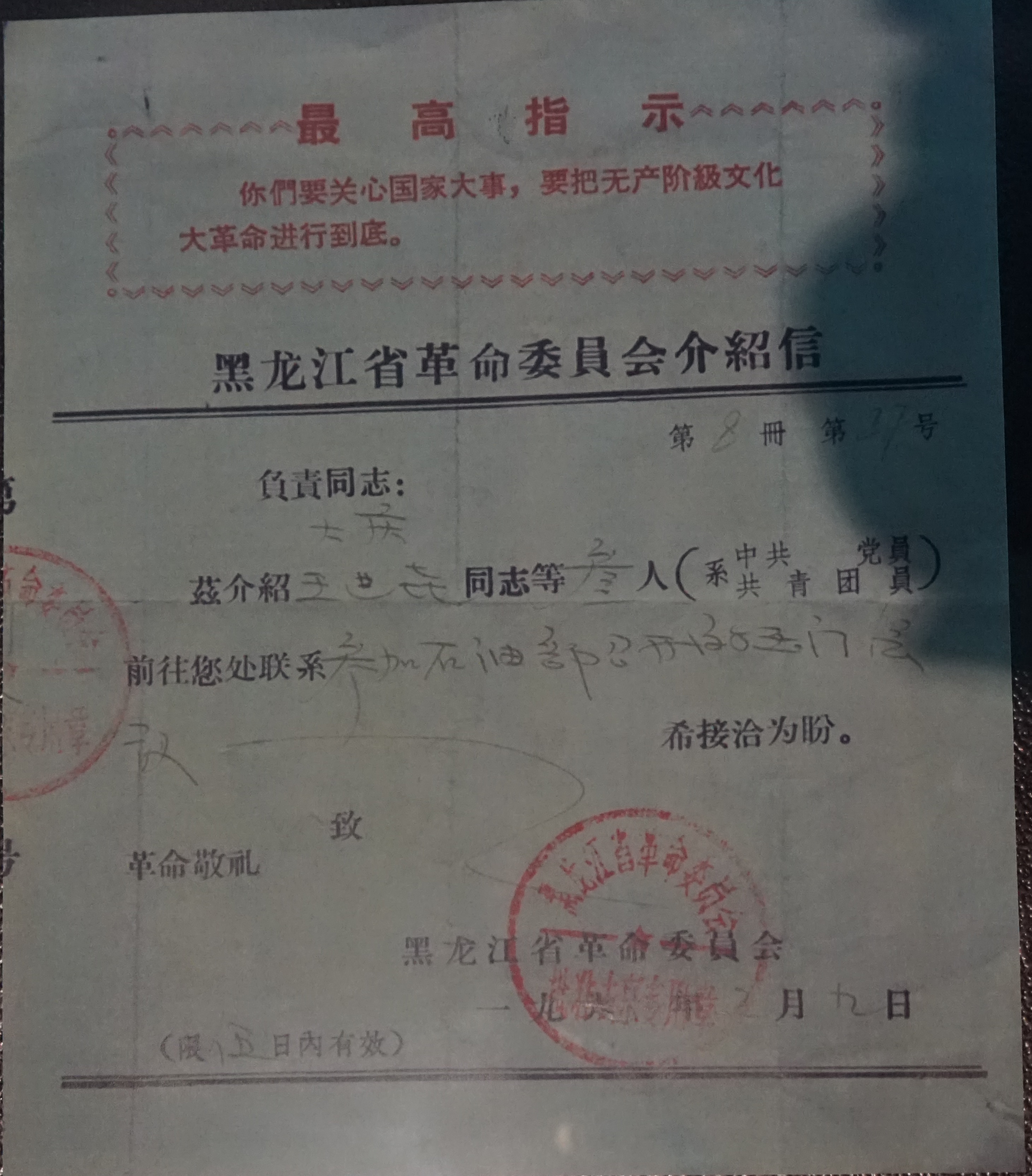
1970年3月9日黑龙江革命委员会为王进喜参加玉门会议开的介绍信

介绍信是一些单位、個人向有关单位介绍派遣的人员情况、事由使用的专用文书。社会地位较低的人也会要求社会地位较高的人写一封介绍信交給第三方。例如本傑明·富蘭克林担任美國驻法国大使时（1776-1785年），許多想前往美國的法國人紛紛希望本傑明·富蘭克林能給他們寫一份介紹信。
在中国大陆，20世纪80年代以前，居民前往外地（不论因公因私）一般均需要攜帶工作单位开具的介绍信作为身份证件使用。但自2002年起，介绍信基本退出历史舞台，被居民身份证等证件取代。2016年6月2日起，档案管理服务机构在档案转递时，也不再开具行政（工资）介绍信。